# Lê Minh Long
Lê Minh Long (sinh năm 1967) là Kiểm sát viên Viện kiểm sát nhân dân tối cao Việt Nam. Ông hiện giữ chức vụ Vụ trưởng Vụ Thực hành quyền công tố và kiểm sát điều tra án trật tự xã hội (Vụ 2), Viện kiểm sát nhân dân tối cao Việt Nam. Ông nguyên là Viện trưởng Viện kiểm sát nhân dân tỉnh Cao Bằng.

## Tiểu sử
Lê Minh Long có bằng Tiến sĩ.
Lê Minh Long là đảng viên Đảng Cộng sản Việt Nam.
Từ ngày 15 tháng 10 năm 2016, Lê Minh Long, Phó Thủ trưởng Cơ quan điều tra Viện kiểm sát nhân dân tối cao Việt Nam, được Viện trưởng Viện kiểm sát nhân dân tối cao Việt Nam bổ nhiệm giữ chức vụ Viện trưởng Viện kiểm sát nhân dân tỉnh Cao Bằng theo Quyết định số 36/QĐ-VKSTC ngày 27/9/2016.
Sáng ngày 19 tháng 10 năm 2017, Lê Minh Long được trao quyết định bổ nhiệm chức danh kiểm sát viên cao cấp.
Ông từng là Uỷ viên Ban chấp hành tỉnh uỷ Cao Bằng; Bí thư Ban Cán sự Đảng Viện kiểm sát nhân dân tỉnh Cao Bằng.
Ngày 22 tháng 8 năm 2019, Lê Minh Long được bổ nhiệm giữ chức vụ Vụ trưởng Vụ Thực hành quyền công tố và kiểm sát điều tra án trật tự xã hội (Vụ 2), VKSND tối cao.
Ngày 12 tháng 2 năm 2020, kiểm sát viên cao cấp Lê Minh Long, Vụ trưởng Vụ Thực hành quyền công tố và kiểm sát điều tra án trật tự xã hội (Vụ 2), VKSND tối cao, được Chủ tịch nước Việt Nam Nguyễn Phú Trọng bổ nhiệm giữ chức danh Kiểm sát viên Viện kiểm sát nhân dân tối cao.